# Fira de Tots Sants de Cocentaina
La Fira de Tots Sants de Cocentaina fou creada el 1346 per privilegi reial de Pere III (Pere II de València) al comte de Cocentaina Roger de Llúria. És la segona fira amb més antiguitat de l'estat espanyol. Actualment se celebra durant la setmana de Tots Sants (1 de novembre), atrau cada any a més de 650.000 visitants i ocupa un espai d'exposicions de 70.000 m².
La fira està dividida en diversos espais. Un dels tradicionals és el de maquinària agrícola, que hui en dia ocupa la part central de la fira en què s'exposen cotxes, camions, maquinària agrícola i maquinària de construcció. Altres zones de la fira són el zoc àrab, el mercat medieval, el porrat valencià, la juderia, la zona d'atraccions infantils, l'exposició d'animals, etc.

## Orígens

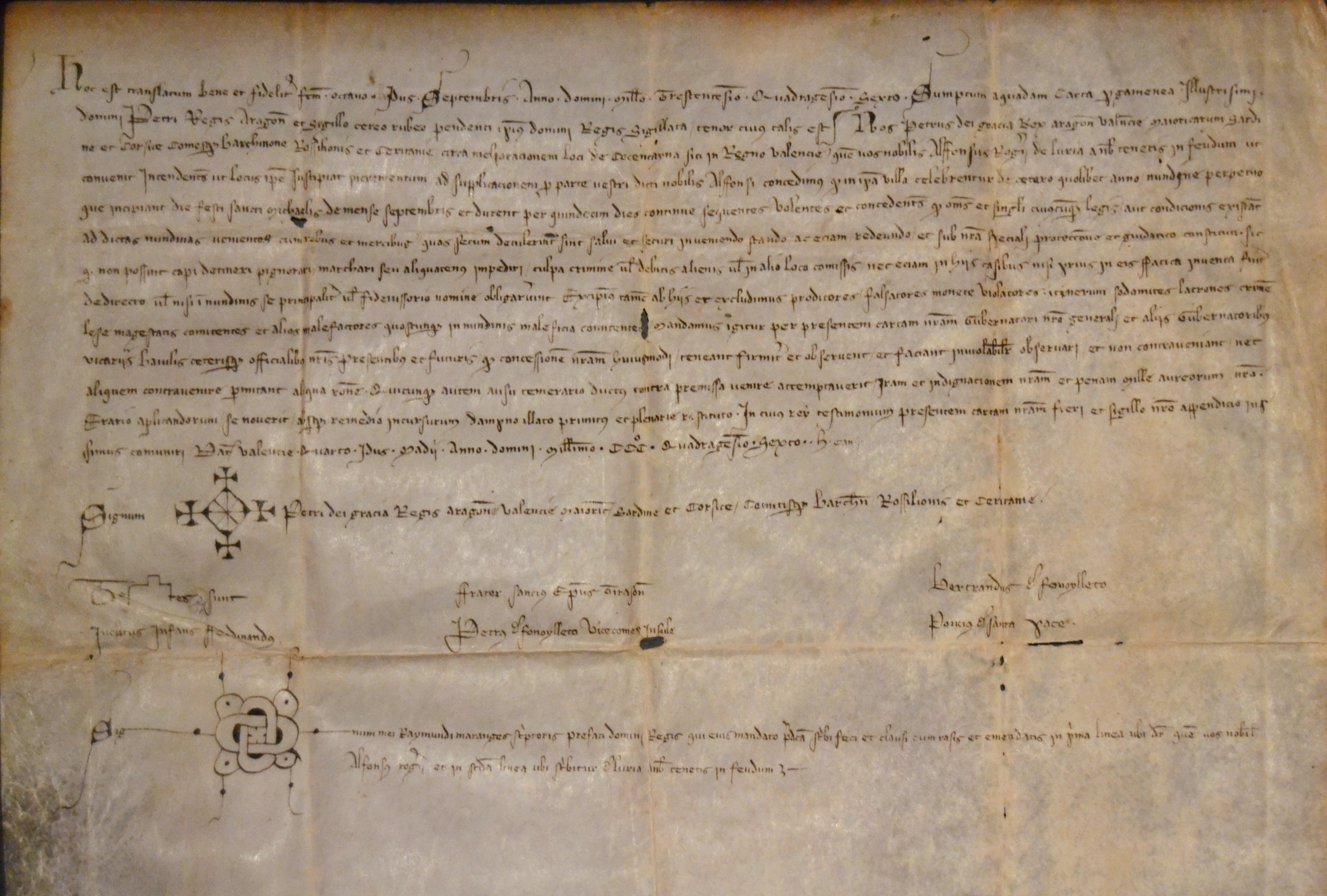
Privilegi de la fira de Tots Sants de Cocentaina atorgat per Pere el Cerimoniós.

El dia 12 de maig de 1346, Pere III (Pere II de València) concedeix, al seu oncle, l'almogàver i primer comte de Cocentaina, Roger de Llúria el privilegi reial per celebrar la Fira. De manera inusual, la llargada de la Fira anava des del 29 de setembre fins al 14 d'octubre, la qual cosa, magnificava la categoria d'aquesta, car l'habitual per aquest tipus d'esdeveniments era no superar la setmana.
Des d'aleshores, la Fira de Cocentaina gaudeix de nombrosos favors, un d'ells, la condició de franquícia, que assegura la mercaderia dels compradors i venedors durant el viatge d'anada a la Fira, el de tornada i durant la Fira.
Encara que el lloc original on se celebrava la Fira era en la plaça de la Vila, en el segle xv es traslladà a una antiga plaça prop de l'actual Plaça del Pla. Aquesta nova situació es va mantenir fins al segle xvii.

## La segona fira
L'any 1457, Alfons IV (Alfons III de València), concedeix al comte de Cocentaina, en Ximén Pérez de Corella, un nou privilegi per a la celebració d'una segona fira. Aquesta fira se celebraria al maig. El corresponent privilegi s'arreplega als Capítols d'Imposicions de la Vila de Cocentaina, de 1457. S'ha especulat en què aquest nou privilegi fos concedit per culpa de la deteriorada situació econòmica que patia la ciutat. Però, no es té cap prova documental d'aquesta segona fira del segle xvi, per tant se suposa que la seua existència va ser molt breu.

## La fira als seglesxviiixviii
En 1671, es modifiquen les dates de celebració de la primera fira, i es trasllada ja cap a Tots Sants. Aleshores, l'epicentre de la Fira es concentrava en l'actual plaça del Pla, però els firers anaven dispersant-se pel centre de la vila, oferint els seus productes exposats sobre el sòl o sobre taulers de fusta. A la zona "oficial", l'ajuntament encarregava el muntatge de casetes a un fuster prèviament contractat i construïa altres llocs adossats a la paret del Palau. Aquestes parades anaven llogant-se anualment.
En 1743, i a instàncies de l'arquebisbe de València, es va sol·licitar una modificació en les dates de celebració de la fira, per així evitar la seua coincidència amb la festivitat de Tots Sants. Malgrat l'oposició equànime del poble, es va obeir la resolució i la Fira va canviar de dates en 1744, amb uns resultats descoratjadors. És per això que el 1745 es van recuperar les dates antigues.
En 1747, es va produir el robatori dels dos privilegis de la Fira, i es va dictar una paulina en les que s'exigeix la seua restitució. Anys després, al 1755, es torna a produir una important expansió de la Fira. Fou en 1768 quan es qualifica la major del Regne de València, segons arreplega una nota del Cens d'Aranda, de l'arxiu de la Reial Acadèmia de la Història.
En 1777, el síndic procurador de la fira d'Ontinyent, inicia el litigi contra la de Cocentaina, amb l'objectiu que es respecten les dates establides en el privilegi de 1346, car les actuals perjudicaven els interessos de la d'aquella ciutat. Un any després, 1778, segons documents d'aquest any, la fira de Cocentaina ja acollia un total de 370 parades.
En 1795, després de nombrosos pleits, José Ramón Alegre, representant de Cocentaina davant el Consell de Castella a Madrid i encarregat de la Fira, remet un escrit en el que confirma les dates tradicionals, i des d'aleshores ja es coneix de manera oficial com la Fira de Tots Sants. Posteriorment, l'any següent, la Fira torna a ser traslladada a la plaça del Mercat, lloc on s'ubicava la fira de cavalleria.

## Segle XIX
En la primera meitat del segle xix, la Fira pateix una aturada motivada per les epidèmies, guerres i desastroses collites. Fins al punt que en 1819, les despeses generades pel muntatge de les casetes provoquen que l'intendent de València prohibisca a l'ajuntament de Cocentaina la seua construcció. Finalment, el conflicte es resol amb una autorització definitiva.
Des del 1860, es va començar a regular la conservació de Quaderns de la Fira o Llibres d'Administració de la Fira. Els Quaderns anteriors, que s'havien redactat des del segle xvii, s'han perdut.
El 1865, torna a produir-se la suspensió de la Fira per una ordre governativa, a causa d'un brot de còlera. Aquesta mesura va resultar tan impopular que, finalment, les autoritats van confirmar la celebració, i l'anticiparen uns quants dies.
Cap a finals del segle xix s'incrementa encara més la seua importància. Mentre que altres esdeveniments semblants anaven desapareixent gradualment absorbits pel nou model d'economia capitalista, la Fira es consolida.

## La Fira actual
Al principis del segle xx, la Fira comença a diversificar-se, fins al punt que s'adjunta una zona d'atraccions per la canalla, situada en la plaça del Mercat, ubicació que es va mantenir fins al 1967, quan es va traslladar al carrer de la Creu. A la plaça del Pla es munta la fira d'animals, les parades de productes típics de la terra i de joguines, i comença instaurant-se la tradició de firar els xiquets, és a dir, regalar-los algun producte comprat a la Fira. Una altra tradició que data d'aquesta època és l'Esmorzar de Fira, a base de faves tendres, embotits i sardines, que se celebrava el dia 1 de novembre al Pla de la Font. Aquest esmorzar típic tracta de recuperar-se des de 1996, bé en el Pla de la Font, bé en les Filaes (vegeu festes de Moros i Cristians).
Als anys seixanta, es crea la fira de maquinària agrícola, que amb el temps va anar evolucionant cap a una fira de maquinària agrícola i industrial i, a poc a poc, van anar incorporant-se altres elements com els automòbils o fins i tot cabines de camions. Aquesta secció de la Fira des de sempre s'ha ubicat a la zona de l'eixample (Passeig del Comtat i carrers adjacents), junt amb els productes tradicionals que encara es mantenen a les places abans esmentades i al nucli antic de la vila.
En 1973, s'edita el primer programa oficial de la Fira de Tots Sants, i naix així el logotip que es consolidarà com a senyal d'identitat d'aquest esdeveniment.
A la dècada dels huitanta, s'incorporen a la Fira una sèrie de tornejos esportius, el Certamen Coral de la Fira de Tots Sants, i grans exposicions temàtiques de caràcter bianual realitzades pel Centre d'Estudis Contestans. En la XXIX edició del Certamen Coral, el primer premi ha recaigut en la Coral Belles Arts de Sabadell, el segon ha estat per a Eskifaia Abesbatza, d'Hondarribia, i el tercer se l'ha endut Matritum Cantat, de Madrid.
Ja als noranta comencen a realitzar-se una sèrie d'exposicions d'escultura, pintura i bonsais, així com la Mostra de Pobles del Comtat i de la Fira d'Artesania, que es tracta d'una exposició on la resta de pobles del Comtat exposen i venen els seus productes típics. En 1993, es crea la "Mostra de Jóvens Creadors Contestans", i un any després s'instaura un mercat medieval que s'expandeix per tot el nucli antic de la vila.
Una fita important es va celebrar en 1996 en l'aniversari 650 de la Fira. En aquest any, es va tornar a tenir una gran ampliació, amb la incorporació de la Biennal d'Art Agulló, La fira del Llibre, un Mercat Àrab en l'antic barri mudèjar del raval, la Fira de l'Oli d'oliva, i una representació de la concessió del privilegi de la Fira.
El 2004, la Fira ja disposava de 54.000 m² d'exposicions i esperava superar el nombre de 500.000 visitants en 4 dies (cal recordar que la població de Cocentaina té aproximadament 12.000 habitants).
En 2012 la Fira és declarada Festa d'Interès Turístic Nacional.A l'abril de 2019 la Fira és declarada Festa d'Interés Turístic Internacional, sent el primer certamen comercial d'aquestes característiques en ser reconegut com a Festa d'Interés Turístic Internacional després d'haver-se certificat el seu impacte i rellevància més enllà de la Comunitat Valenciana i del territori nacional. En 2018 la Fira és declarada Bé d'Interés Cultural (BIC).